# Hocine Soltani
Hocine Soltani (27 de dezembro de 1972 – Março de 2002) foi um boxeador argelino, campeão olímpico.

## Carreira
Soltani foi apresentado ao boxe por seu irmão mais velho Omar, que já havia treinado vários outros lutadores. Ele conquistou a medalha de ouro nos Jogos Olímpicos de Verão de 1996 em Atlanta, após derrotar o búlgaro Tontcho Tontchev na categoria peso leve e consagrar-se campeão. Nos Jogos Olímpicos de Verão de 1992 em Barcelona, conseguiu o bronze no peso pena. Hocine tornou-se profissional em 1998 e fez sua estreia profissional contra Michael Jobert em 30 de novembro de 1998 no Palais des Sports em Paris.